# Cistanche mauritanica
Cistanche mauritanica là loài thực vật có hoa thuộc họ Cỏ chổi. Loài này được (Coss. & Durieu) Beck mô tả khoa học đầu tiên năm 1930.